# Чжао Уцзі
Чжа́о Уцзі́ (фр. Zao Wou-Ki, кит. спр. 赵无极, піньїнь: Zhào Wújí пиньінь Zhao Wújí; 13 лютого 1921, Пекін — 9 квітня 2013, Ньйон, Швейцарія) — французький живописець, графік, художник книги китайського походження, представник нової Паризької школи.

## Біографія
Народився в освіченій родині старої аристократії, з 1935 по 1941 рік навчався каліграфії та живопису в художній школі Ханчжоу, у 1941-1947 роках викладав у ній. Оскільки в цей час йшла війна з Японією, він разом зі школою переїжджав по країні: спочатку до провінції Цзянсі, потім до Хунані, врешті — до Сичуаня.
У 1948 році приїхав до Парижа, оселився на Монпарнасі, познайомився з П'єром Сулажем, Гансом Гартунгом, Ніколою де Сталем, Альберто Джакометті, Марією Вієйрою да Сілва, Андре Мішо та ін. З 1952 року регулярно виставлявся в паризькій галереї П'єра, брав участь у виставках у США, Швейцарії, Великій Британії, Японії, Китаї, Італії, Іспанії.

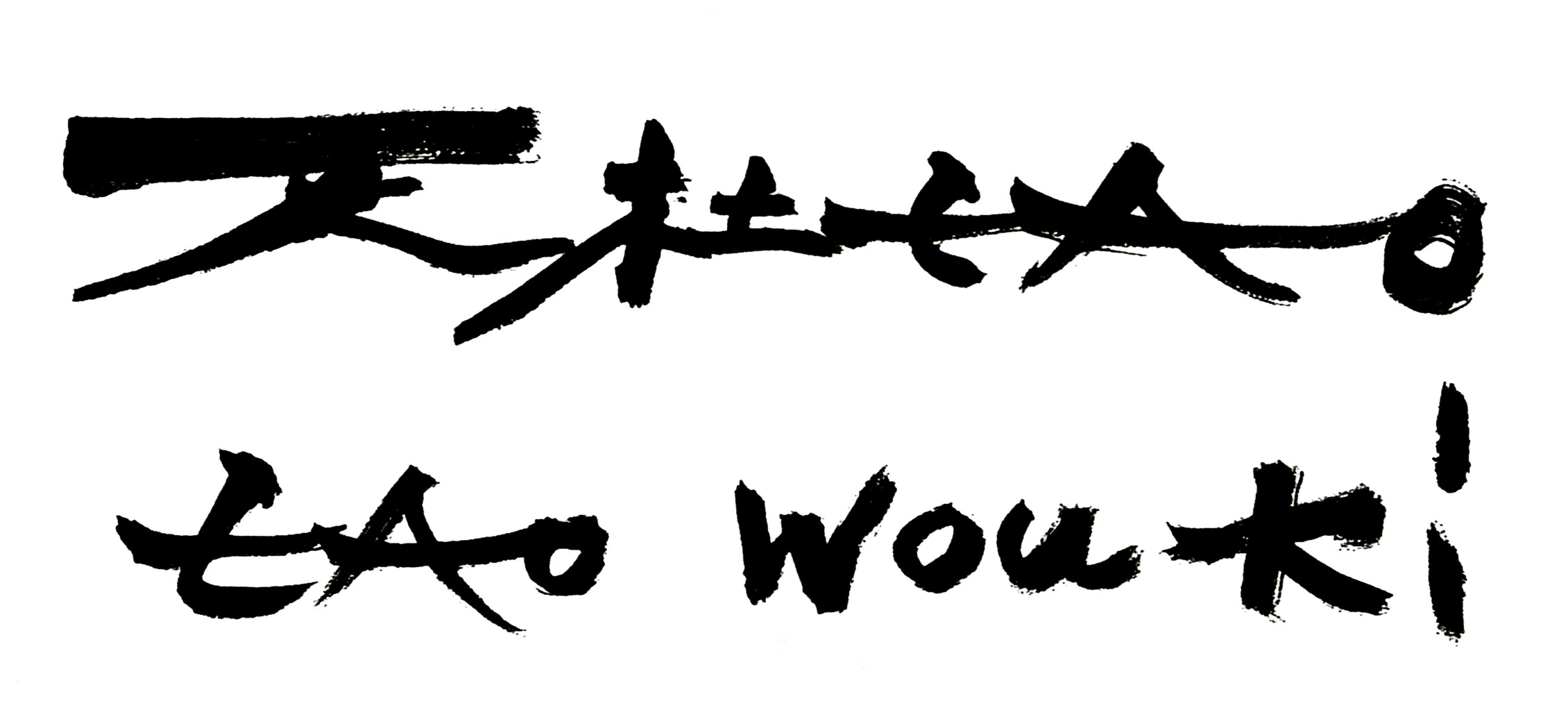
Підписи художника

1964 року отримав французьке громадянство. Працював як книжковий ілюстротор у виданнях А. Мішо (1950, 1981, 1995), Р. Шара (1957, 1974), А. Мальро (1962), Сен-Жон Перса (1965), А. Рембо (1966, 1967), Е. Паунда (1972), Р. Каюа (1974, 1976), Л. С. Сенгора (1978), Ф. Жакоте (1981), Лорана Гаспара (1981, 1985), Х. Джебрана (1992), І. Бонфуа (1993, 1994, 1996) та багатьох інших.
Останніми роками разом із другою дружиною жив у Дюллі (кантон Во), на березі Женевського озера.

## Творчість
Зазнавши впливу Пауля Клее (він відкрив його для себе під час поїздки до Швейцарії в 1951 році), виробив згодом власний нефігуративний стиль, що поєднує досягнення західного абстракціонізму з китайськими живописними традиціями.

## Визнання
У 1993 році нагороджений французьким орденом Почесного легіону, в 1994 році — Імператорською премією Японії, в 2001 році — премією Фонду Тейлора.
У 2002 році Чжао Уцзі обраний членом Академії образотворчих мистецтв Франції.
У 2008 році велика ретроспективна виставка його графіки пройшла в Національній бібліотеці Франції.